# Anschlag in Ankara am 20. September 2011
Am 20. September 2011 wurde im Regierungsviertel von Ankara ein Anschlag verübt. Drei Menschen starben und mindestens 34 wurden verletzt. Der Sprengsatz war in einem Kleinbus deponiert. Zunächst war unklar, wer für den Anschlag verantwortlich ist. Später bekannte sich die kurdische Terrororganisation Teyrêbazên Azadîya Kurdistan (Freiheitsfalken Kurdistans) zu dem Anschlag.

## Hergang
Der Sprengsatz war in einem Kleinbus versteckt und wurde am Dienstag, den 20. September 2011 zur Explosion gebracht. Das Fahrzeug wurde eine Woche vor dem Anschlag gekauft, aber nicht bei den Behörden registriert. Zunächst war nicht klar, ob die Explosion durch einen Autogastank verursacht wurde.
Die Explosion war im ganzen Stadtgebiet zu hören gewesen und meterhohe Flammen schlugen in den Himmel. In umliegenden Gebäuden gingen Fensterscheiben zu Bruch. Einem Bericht des Sender NTV zufolge war die Explosion so stark, dass sie das Auto, in dem die Bombe deponiert wurde, nahezu komplett zerstörte. Nicht einmal der Wagentyp sei noch erkennbar gewesen und umstehende Autos seien in die Luft geschleudert worden.
Nach der Explosion wurde das Gebiet weiträumig evakuiert. Aus Sorge vor einer möglichen weiteren Explosion sperrte die türkische Polizei mehrere Straßen um den Anschlagsort ab. Krankenwagen und die Feuerwehr waren innerhalb von wenigen Minuten am Einsatzort. Laut CNN-Turk war auch ein Team von Bombenentschärfern vor Ort.
Die drei Leichen der Todesopfer sind in einem Gebäude in der Nähe des Explosionsortes entdeckt worden.

## Hintergrund
Zunächst war unklar, wer die Explosion verursacht haben könnte. Die Polizei nahm am Tag des Anschlages eine Frau fest, die der Tat verdächtigt wurde. Sie soll nahe dem Ort der Explosion politische Parolen und „Lang lebe unser Kampf!“ gerufen haben, berichteten türkische Medien laut tagesschau.de. Im Nachhinein bekannte sich die Freiheitsfalken Kurdistans zum Anschlag.

## Reaktionen
Präsident Abdullah Gül, der zum Zeitpunkt des Anschlages auf Staatsbesuch in Deutschland war, sprach von „Terror auf die Zivilbevölkerung“ und drückte den Angehörigen der Opfer sein Mitgefühl aus.